# 平居正行
平居 正行（ひらい まさゆき、9月3日 - ）は、日本の声優、俳優。ムーブマン所属。滋賀県出身。

## 略歴
声優を目指したきっかけは小さい頃からアニメや海外ドラマの『フルハウス』などを見るのが好きで、そこから職業としての声優があることを知り、「やってみたい！」と思ったのが最初のきっかけだったという。
高校時代、地元・滋賀の市民ミュージカル劇団で舞台に立ち始める。
2005年3月、日本大学芸術学部放送学科(アナウンスコース)・卒。大学のサークルでは自主制作映画・小劇場演劇に出演。
2006年、中澤まさとも・粕谷幸司と共にユニット「Project One-Size」を結成。
タレントオフィスともだちに在籍していた。
2009年11月、劇団スタジオライフに入団。Jr.10（10期）。2012年に退団。
2013年9月、フェザードに所属。2017年に退所。
2020年4月、ムーブマンに加入。現在、所属。

## 人物
あんこ好き。趣味は読書、映画鑑賞、歌うこと。特技は裁縫、コーラス（バリトン）、紙工作。
日本あんこ協会 認定あんこ男子「あんバサダー」。

## 出演

### テレビアニメ
- ツキウタ。 THE ANIMATION（2016年、アニメイト店員）
- マギ シンドバッドの冒険（2016年、兵士C、男D）
- 名探偵コナン（2016年、ゾンビ男）

### Webアニメ
- CGアニメ『南極ペンギンカラーズ』（2019年 - コウテイペンギンの黄介）
- Tekken: Bloodline（2022年、キング[7]）

### 劇場アニメ
- アラーニェの虫籠（2018年、ラジオDJ）

### 吹き替え
- マザー/アンドロイド（2022年、デリック）

### ゲーム
- ハーレム天国だと思ったらヤンデレ地獄だった。（2014年）
- 少女とドラゴン -幻獣契約クリプトラクト-（2016年 - 2019年、フィリックス、シャトルリュー、ゼルエル、レンカ）

### 舞台
- 劇団 竹『涅槃より棘をこめて』
- ProjectHermit 第2回公演『ノヴォ・エラ〜鳥籠殺人事件〜』
- まごころ18番勝負 第19回体感型朗読公演『“…In The Attic”』
- まごころ18番勝負 第20回公演『汝、公正たれ Let us see YOUR own justice.』
- idenshi195 舞台版『眼球綺譚/再生』（原作：綾辻行人　脚本・演出：高橋郁子）倉橋茂 役

#### 劇団スタジオライフ 在団時の出演
- 『トーマの心臓』（2010年、原作：萩尾望都）
- 『WHITE』（作：倉田淳）
- 『PHANTOM The untold story 〜語られざりし物語〜』（原作：スーザン・ケイ　脚本・演出：倉田淳）
- 『リアル・シンデレラ・ストーリー』（作：倉田淳）
- 『夏の夜の夢』（原作：ウィリアム・シェイクスピア）

### テレビ
- テレビ東京系列「新 美の巨人たち」長沢芦雪 役(再現シーン)

### 朗読劇
- Lit Klatch リーディングシアター『ホス探へようこそ -FINAL- 』（原作:立野真琴）華山 役

- 朗読ライブ『Alliance Vol:03 -Three-man Reading Live-』ほか

- ふぉーすてーじ プロデュース公演　朗読劇『不思議の国のアリス』
- ふぉーすてーじ プロデュース公演　朗読劇『銀河鉄道の夜』
- ふぉーすてーじ プロデュース公演 リーディングライブ『搭上の奇術師〜少女探偵団〜』（原作：江戸川乱歩）明智小五郎 役
- ふぉーすてーじ プロデュース公演　百鬼夜話　20to25【落語 リーディングセッション】
- ふぉーすてーじ プロデュース公演 リーディングライブ『頭のうちどころが悪かった熊の話』

- リーディングライブ『憑き人。』（原作:御木ミギリ）大蛇 役
- 東京VATS ReadingLive『花と命星』

### モデル・その他
- CM PROTO「カーといえばGoo」
- 雑誌 小学館「DIME」
- 雑誌 集英社「non-no」
- ProjectHermit -Live Event- 『any OK!〜アニオケ!〜』『グレイテスト・ミュージック・チャンネル』
- イベント『声の仕事　ワンでーれっすんす〜ん』
- Project One-Size オリジナルソング『…らしさ？』（c/w 『あん more Smile』）
- オリジナルドラマCD『正しき『O』の育て方』（ヒカル=スメラギ）

### Webコンテンツ
- 株式会社CAモバイル採用動画（ベンチャー就活あるある編）
- Team Ⅳproject オーディオドラマ『VARIANT Re:CORD』（アヴァンス）
- きくドラ ～ラジオドラマで聴く名作文学～

### Webラジオ
- One-Sizeポッドキャスト『ちょいズレ！？アンテナ』※2009年11月 ユニット卒業に伴い番組も卒業
- One-Sizeポッドキャスト『粕谷幸司の「ゲスト中澤まさとも」ver.平居』※2013年11月1日 最終回
- Project One-Size Podcast ラジオ『3色丼』※2015年4月 ユニット卒業に伴い番組から卒業[8]、のちに2017年5月 再合流[9]※2021年11月1日 最終回
- Project One-Size『That’s 談SHOW』